# Путешествие по Гарцу
«Путешествие по Гарцу» (нем. Die Harzreise) — произведение Генриха Гейне, рассказывающее о его большой пешеходной прогулке по горам Гарца, совершённой из Гёттингена в сентябре 1824 года. Оно было написано в октябре-ноябре того же года и впервые опубликовано с большими искажениями в 1826 году в журнале «Der Gesellschafter», выпускаемом Ф. В. Губицем.
В том же 1826 году Гейне опубликовал «Путешествие по Гарцу» в первой части своих «Путевых картин» (Reisenbilder), выпущенных гамбургским издательством Гофмана и Кампе (Hoffmann & Campe). Помимо этого произведения туда вошли стихотворения из цикла «Опять на родине» (Die Heimkehr) и первого цикла «Северного моря» (Nordsee). Читательский успех этой книги был велик — за пять месяцев в Гамбурге было раскуплено 500 экземпляров.
Стихотворения, включённые в прозаический текст «Путешествия по Гарцу» впоследствии были включены отдельным циклом «Из путешествия по Гарцу» (Aus der Harzreise) в знаменитую «Книгу песен» (Buch der Lieder), вышедшую в 1827 году.

## Сюжет

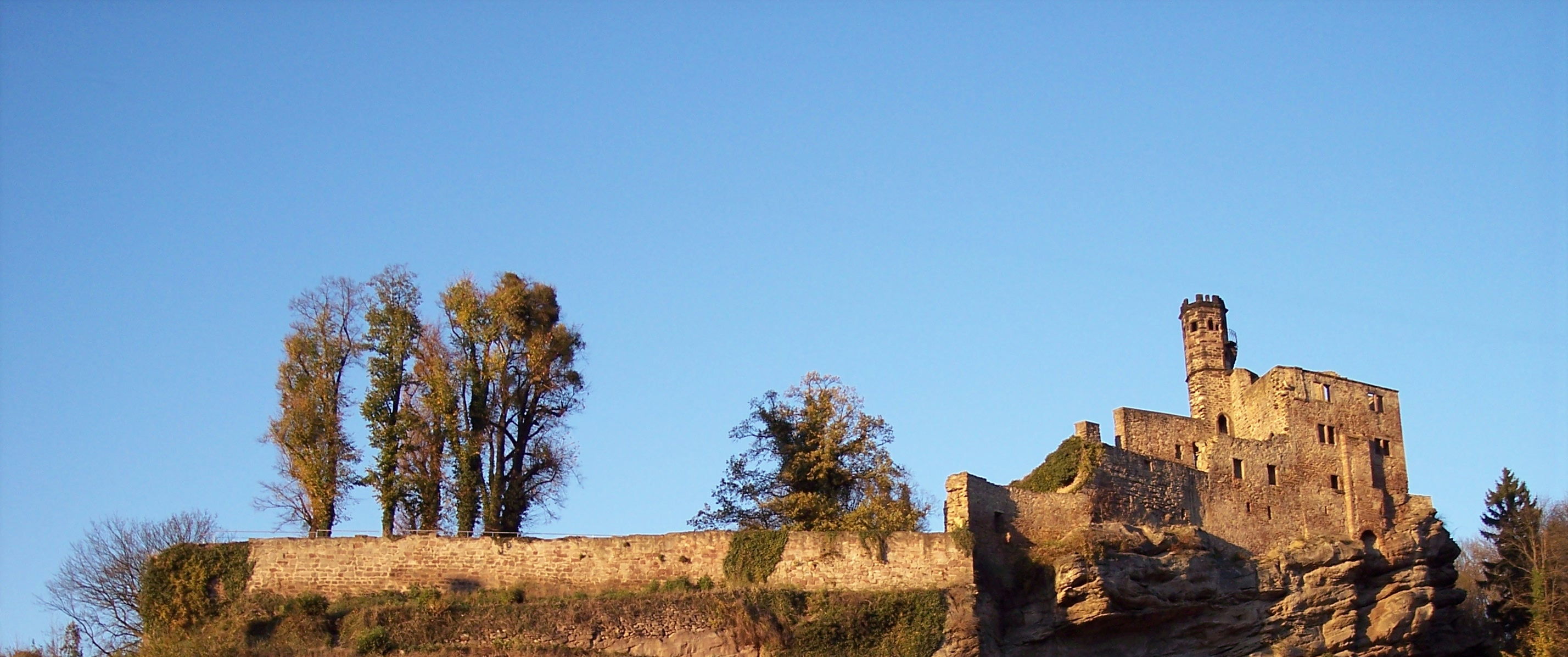
Развалины замка Харденберг

Маршрут, который описывается Гейне был таков:
- Гёттинген
- Венда (ныне — район Гёттингена)
- Раушенвассер
- Нёртен
- Нордхайм
- Остероде
- развалины замка Остероде
- развалины замка Харденберг (близ Нёртена)[1]
- деревня Лербах
- Клаусталь и Целлерфельд (здесь Гейне посетил сереброплавильню, монетный двор и рудники «Доротея» и «Каролина»)
- Гослар
- Брокен
- Ильзенбург и долины рек Ильзе, Бода, Зелька

## Переводы на русский язык
- Путешествие по Гарцу в переводе В. А. Зоргенфрея
- Путешествие по Гарцу в переводе В. О. Станевич